# Llanystumdwy
Llanystumdwy (walisische Aussprache [ɬanəsˈtɨmdʊɨ]) ist eine Ortschaft und Community auf der Lleyn-Halbinsel (Pen Llŷn) im County Gwynedd, Wales, im früheren Cantref Eifionydd. Seit 1934 gehört ein Teil des Pfarrbezirkes von Llangybi ebenfalls zu Llanystumdwy.

## Allgemeines
Llanystumdwy liegt an der Brücke der Verbindungsstraße von Criccieth im Osten und Pwllheli im Westen über den River Afon Dwyfor. Die alten Steinhäuser des Ortes stehen unter Denkmalschutz, darunter auch das örtliche Pub Tafarn y Plu (englisch „The Feathers“), sowie die zwei Wohnhäuser (Tŷ Newydd und Highgate) von David Lloyd George, dem späteren Britischen Premierminister.
Dieser bekannteste Einwohner von Llanystumdwy lebte bis zu seinem 16. Lebensjahr hier und bekam sein politisches Gespür und auch seine Abneigung gegen den Landadel von seinem Onkel, einem Laienprediger, vermittelt. Er wurde hier begraben, den Stein des Grabmals schuf ebenso wie die Ortskapelle Capel Moreia Sir Bertram Clough Williams-Ellis.
Jonah Jones, Lloyd Georges Neffe und früherer Erzdruide von Wales, schrieb das Gedicht, das den Stein schmückt. Im Ort besteht auch ein Lloyd-George-Memorial Museum.
Die bekannte Firma Cadwalader's Ice Cream hat hier ihren Stammsitz. Der lokale Fußballverein C.P.D Llanystumdwy FC spielt in der Gwynedd League.